# Antoni Wilk
Antoni Wilk (ur. 19 grudnia 1876 w Pławowicach, zm. 17 lutego 1940 w Krakowie) – polski astronom, odkrywca czterech komet okresowych.

## Życiorys
Kształcił się w Krakowie, gdzie w 1899 wstąpił na Uniwersytet Jagielloński na studia matematyczne i fizyczne, w czasie których uczęszczał na zajęcia z astronomii. Po czterech latach został nauczycielem gimnazjalnym, rok później zdał egzamin profesorski, a dwa lata później uzyskał stopień doktora za rozprawę o Księżycu.
Do roku 1912 pracował jako nauczyciel gimnazjum w Tarnowie, potem w Krakowie, początkowo jako asystent, później adiunkt w obserwatorium. Do 1939 prowadził wykłady i ćwiczenia z astronomii ogólnej. 6 listopada 1939 aresztowany w Sonderaktion Krakau. Osadzono go w więzieniu we Wrocławiu, a 28 listopada 1939 wraz z innymi uczonymi znalazł się w obozie Sachsenhausen k. Oranienburga, skąd zwolniono go po 3 miesiącach, 8 lutego 1940 roku. Zmarł 17 lutego 1940 w Krakowie w wyniku chorób i wycieńczenia. Pochowany na cmentarzu Rakowickim w Krakowie.
Za swoje odkrycia został uhonorowany Krzyżem Komandorskim Orderu Odrodzenia Polski (9 listopada 1931) oraz medalem Astronomical Society of the Pacific.

## Komety odkryte przez Antoniego Wilka
- C/1925 V1 (Wilk-Peltier) (19 listopada 1925)
- C/1929 Y1 (Wilk) (20 grudnia 1929)
- C/1930 F1 (Wilk) (21 marca 1930)
- P/1937 D1 (27 lutego 1937)

Wszystkie komety zaobserwował z balkonu mieszkania. Do obserwacji służyły bardzo proste przyrządy; lornetka z obiektywem o średnicy 50 mm i zeissowska luneta z obiektywem o średnicy 80 mm.